# عبدی بیله
عبدی بیله (سومالیایی: Cabdi Bile Cabdi؛ زادهٔ ۲۸ دسامبر ۱۹۶۲) دونده دو نیمه‌استقامت، و ورزشکار دو و میدانی اهل سومالی است. 